# Ancyrona japonica
Ancyrona japonica là một loài bọ cánh cứng trong họ Trogossitidae. Loài này được Reitter miêu tả khoa học năm 1889.